# 坎寧安 (澳大利亞國會選區)
坎寧安選區（英語：Division of Cunningham），是澳大利亞新南威爾士州的下議院選區，位於該州東部、悉尼和伍倫貢之間的沿海地區。面積721平方公里。自2004年起當區議員是工黨的沙朗·伯德。
選區始於1949年，名字是來自19世紀時的探險家亞倫·坎寧安。除了2002年投給澳大利亞綠黨的候選人外，該區一直是工黨的鐵票區。